# Stefankowice-Kolonia
Stefankowice-Kolonia (Stepankowice-Kolonia) – kolonia w Polsce położona w województwie lubelskim, w powiecie hrubieszowskim, w gminie Hrubieszów.
W latach 1975–1998 miejscowość administracyjnie należała do województwa zamojskiego.
Kolonia stanowi sołectwo gminy Hrubieszów. W roku 2021 kolonia liczyła 155 mieszkańców
W Stefankowicach znajduje się cmentarz wojenny z I wojny światowej, mający postać kopca ziemnego.
Wierni Kościoła rzymskokatolickiego należą do parafii św. Apostołów Piotra i Pawła w Moniatyczach.